# Franziskanerkloster Tilsit
Das Franziskanerkloster war eine Niederlassung von Franziskaner-Observanten in Tilsit im Ordensland Preußen von 1515/16 bis 1524.

## Lage
Das Kloster befand sich in der mittelalterlichen Stadt an der Stadtmauer an der späteren Deutschen Straße 20 und 21, heute uliza Gagarina. Von den Gebäuden waren bis 1945 Kellergewölbe erhalten.

## Geschichte
Im Jahr 1515 wurde mit dem Bau eines Klosters in Tilsit begonnen. Es war das zweite der Franziskaner-Observanten im Ordensland Preußen (nach Wehlau) und das vorletzte überhaupt vor der Reformation (danach nur noch Königsberg).
1516 wurde der Bau fertiggestellt und eingeweiht. Hochmeister Albrecht hatte den Bau der Kirche vollständig finanziert, von den übrigen Gesamtkosten ein Viertel.
Die Existenz währte nur kurz, bereits 1523 wurden Kleinodien beschlagnahmt. Am 2. April 1524 wurde das Kloster gestürmt, die Mönche vertrieben und der Besitz eingezogen oder geplündert.
1553 waren auf den Grundstücken Bürger als Eigentümer eingetragen. In dem späteren Haus Deutsche Straße 21 wohnte 1807 Zar Alexander I. während der Verhandlungen zum Tilsiter Frieden.